# Bertrand Dumazy
Bertrand Dumazy, né le 10 juillet 1971 à Tourcoing (Hauts-de-France), est un homme d’affaires français. Il est Président-directeur général du groupe Edenred depuis 2015.

## Origines et formation
Bertrand Dumazy est le cadet d'une fratrie de trois frères et deux sœurs. Il grandit à Tourcoing jusqu'à son départ pour Ginette en prépa HEC. Il rejoint ensuite l’École Supérieure de Commerce de Paris dont il est diplômé en 1994,.
Il complète ce diplôme en 1999 par une maîtrise en administration des affaires (MBA) de la Harvard Business School.

## Carrière

### Débuts
Bertrand Dumazy commence sa carrière professionnelle en 1994 en tant que consultant au sein du cabinet de conseil en Stratégie Bain & Company, d'abord à Paris, puis à Milan et enfin à Los Angeles, où le cabinet de conseil en stratégie ouvre un nouveau bureau.
En 1999, il devient directeur d'investissement au sein du fonds d'investissements BC Partners, spécialisé dans le rachat d'entreprise par endettement. Il est alors envoyé en mission dans la Silicon Valley pour créer l'activité en ligne de la société Neopost, entreprise spécialisée dans le matériel logistique et le traitement du courrier.
En 2000, avec le soutien des fonds d'investissements de Vinci[source secondaire nécessaire], il crée la société Constructeo, une start-up qui réalise des logiciels de gestion des chantiers de construction (ingénierie simultanée). Bertrand Dumazy devient directeur général Europe, Afrique et Moyen-Orient de Bricsnet lorsque celle-ci rachète Constructeo.

### Neopost
En 2002, il rejoint Neopost, entreprise spécialisée dans le matériel logistique et le traitement du courrier, en tant que directeur du marketing et de la stratégie. Il est nommé PDG de la division Neopost France en 2005 puis est directeur financier du groupe de février 2008 à juillet 2011,,.

### Groupe Wendel
En 2011, Bertrand Dumazy est nommé directeur général du groupe Deutsch, une société du groupe d'investissement Wendel. Deutsch, qui fabrique des connecteurs de transmissions pour environnement sévère, est rachetée en 2012 par le groupe américain TE Connectivity.
En 2012, il est nommé directeur général de la société Materis Paints, une autre filiale du groupe Wendel qui distribue les marques Tollens et Zolpan. Bertrand Dumazy devient la même année directeur général adjoint et membre du comité exécutif du groupe Materis.
En juillet 2015, Materis Paints est rebaptisé Cromology après la cession des autres activités du groupe Materis. Bertrand Dumazy en devient alors le Président-directeur général.

### Dirigeant d'Edenred

#### 2015: Arrivée chez Edenred
Jacques Stern, PDG d’Edenred, annonce son départ le 31 juillet 2015. Il sera suivi par Loïc Jenouvrier, Directeur financier et juridique du groupe en octobre. Ces départs interviennent dans une période difficile pour Edenred, qui émet un « profit warning » en août et dont le cours de bourse baisse fortement pendant l’été.
À l'automne 2015, Bertrand Dumazy est nommé PDG de la société Edenred, spécialiste des solutions de paiement dans le monde professionnel.. Parmi les premières mesures prises par Bertrand Dumazy à la tête d’Edenred, la décision de finaliser l’acquisition d’Embratec au Brésil, étant la plus grosse acquisition de l’histoire du Groupe,,.

#### 2016 - 2019: “Fast Forward”
Il présente le plan stratégique « Fast Forward » en octobre 2016.
Lors de sa première Assemblée Générale, en 2016, Bertrand Dumazy propose une nouvelle politique de distribution du dividende en s’engageant à distribuer un dividende au moins égal à 80% du résultat net part du Groupe, contre 108% en 2015 et 115% en 2014, afin de pouvoir investir davantage dans le développement du Groupe.
Entre 2016 et 2019, le groupe connait une croissance organique pérenne supérieure aux objectifs fixés dans le cadre du plan Fast Forward. Le cours de l’action Edenred a triplé au cours de cette période, passant de 15,15€ au 1ᵉʳ octobre 2015 à 46,43€ au 29 octobre 2019.

#### 2019 – 2022: Le plan “Next Frontier”
En octobre 2019, Bertrand Dumazy présente un nouveau plan qui vise notamment à diversifier les lignes de produits, rééquilibrer géographiquement l'activité du groupe et accélérer le passage au digital.

#### 2022 – 2025: Beyond
En octobre 2022, Bertrand Dumazy présente le plan stratégique d'Edenred  « Beyond » et annonce lors d'une conférence de presse que le Groupe vise « un revenu total de l'ordre de 5 milliards d'euros à l'horizon de 2030 ». Le groupe table sur une croissance organique de son excédent brut d'exploitation supérieur à 12% par an et sur un taux de conversion annuel free cash-flow/Ebitda supérieur à 70%.
Edenred est entrée au CAC 40 ESG en septembre 2022, puis au CAC 40 en juin 2023. À l’entrée d’Edenred au CAC 40, Bertrand Dumazy a reçu une lettre de Jacques Borel le félicitant pour le chemin parcouru et dans lequel l’inventeur du Ticket Restaurant évoque notamment les similarités dans leurs profils,,.

## Controverses
En décembre 2019, l’Autorité de la concurrence sanctionne Edenred à hauteur de 157,1 millions d’euros pour participation à une entente anticoncurrentielle sur le marché des titres-restaurant, aux côtés de trois autres émetteurs.
En février 2024, la presse italienne rapporte qu’Edenred Italia fait l’objet d’une enquête du parquet de Rome pour des soupçons de manipulation d’appel d’offres public et de fraude à l’encontre de l’État.

### Autres fonctions et mandats
(Classement effectué par noms d'entreprises ou d'institutions)
- Air Liquide : administrateur indépendant depuis 2021.
- Harvard Business School Club de France : administrateur depuis 2002.
- Neoen : administrateur indépendant et président du comité des nominations et des rémunérations depuis le 15 octobre 2018[35].
- UTA (Union Tank Eckstein (de) GmbH & Co. KG Allemagne) : Président du conseil de surveillance de la société de cartes de service pour le transport, depuis l'année 2015.